# Melampodium perfoliatum
Melampodium perfoliatum là một loài thực vật có hoa trong họ Cúc. Loài này được (Cav.) Kunth mô tả khoa học đầu tiên năm 1818.